# Élections générales néo-brunswickoises de 2024
 (juin 2024).
La mise en forme du texte ne suit pas les recommandations de Wikipédia : il faut le « wikifier ».
Les points d'amélioration suivants sont les cas les plus fréquents. Le détail des points à revoir est peut-être précisé sur la page de discussion.
- Les titres sont pré-formatés par le logiciel. Ils ne sont ni en capitales, ni en gras.
- Le texte ne doit pas être écrit en capitales (les noms de famille non plus), ni en gras, ni en italique, ni en « petit »…
- Le gras n'est utilisé que pour surligner le titre de l'article dans l'introduction, une seule fois.
- L'italique est rarement utilisé : mots en langue étrangère, titres d'œuvres, noms de bateaux, etc.
- Les citations ne sont pas en italique mais en corps de texte normal. Elles sont entourées par des guillemets français : « et ».
- Les listes à puces sont à éviter, des paragraphes rédigés étant largement préférés. Les tableaux sont à réserver à la présentation de données structurées (résultats, etc.).
- Les appels de note de bas de page (petits chiffres en exposant, introduits par l'outil «  Source ») sont à placer entre la fin de phrase et le point final[comme ça].
- Les liens internes (vers d'autres articles de Wikipédia) sont à choisir avec parcimonie. Créez des liens vers des articles approfondissant le sujet. Les termes génériques sans rapport avec le sujet sont à éviter, ainsi que les répétitions de liens vers un même terme.
- Les liens externes sont à placer uniquement dans une section « Liens externes », à la fin de l'article. Ces liens sont à choisir avec parcimonie suivant les règles définies. Si un lien sert de source à l'article, son insertion dans le texte est à faire par les notes de bas de page.
- La présentation des références doit suivre les conventions bibliographiques. Il est recommandé d'utiliser les modèles {{Ouvrage}}, {{Chapitre}}, {{Article}}, {{Lien web}} et/ou {{Bibliographie}}. Le mode d'édition visuel peut mettre en forme automatiquement les références.
- Insérer une infobox (cadre d'informations à droite) n'est pas obligatoire pour parachever la mise en page.

Pour une aide détaillée, merci de consulter Aide:Wikification.
Si vous pensez que ces points ont été résolus, vous pouvez retirer ce bandeau et améliorer la mise en forme d'un autre article.
 (juin 2024).
Les élections générales néo-brunswickoises de 2024 ont lieu le 21 octobre 2024 afin d'élire les 49 députés de la 61e législature de l'Assemblée législative du Nouveau-Brunswick.
Le Parti progressiste-conservateur (PCNB) du premier ministre du Nouveau-Brunswick sortant Blaine Higgs, est défait par le Parti libéral (PLNB) mené par Susan Holt, qui devient première ministre et la première femme à occuper la fonction. Avec 31 députés, elle prend la tête d'un gouvernement majoritaire.

## Contexte

### Défections et radiation de l'Alliance des gens du Nouveau-Brunswick
Le 30 mars 2022, les députés Kris Austin et Michelle Conroy annoncent qu'ils quitteraient l'Alliance des gens du Nouveau-Brunswick pour se joindre au Parti progressiste-conservateur. Selon Kris Austin, la décision a été prise à la suite des élections provinciales de 2020, au cours desquelles son parti perd l'un de ses trois élus, ce qui l'incite à procéder à une certaine « introspection ». Cependant, il déclare que dans l'ensemble, il pensait que son parti avait changé le paysage politique du Nouveau-Brunswick. Kris Austin et Michelle Conroy ont tous deux déclaré qu'ils pensaient pouvoir mieux représenter leurs circonscriptions en tant que députés au sein du gouvernement.
Le premier ministre du Nouveau-Brunswick et chef du Parti progressiste-conservateur, Blaine Higgs, exprime alors son enthousiasme à l'égard des nouveaux députés de son parti, mais il réitère le soutien de son parti au bilinguisme officiel lorsqu'il est interrogé sur les positions antérieures de l'Alliance des gens sur cette question. En réponse, la Société de l'Acadie du Nouveau-Brunswick, une organisation qui promeut les droits des francophones dans la province, le critique pour avoir accepté Kris Austin et Michelle Conroy dans son parti, car ils avaient déjà exprimé des opinions contre le bilinguisme officiel. Son président, Alexandre Cédric Doucet, déclare qu'il était heureux de voir l'Alliance des gens se dissoudre, mais que c'était « un triste jour » pour les progressistes-conservateurs.
Élections Nouveau-Brunswick confirme la radiation de l'Alliance des gens du Nouveau-Brunswick de la liste des partis provinciaux dès le 31 mars 2022. En avril 2022, le chef intérimaire du parti, Rick DeSaulniers, annonce son intention de rétablir l'enregistrement de l'Alliance des gens comme parti provincial. Élections Nouveau-Brunswick affirme fin mai 2022 que le parti est de nouveau enregistré dans la liste des partis provinciaux.

### Situation pré-electorale
| Parti politique | Parti politique           | Chef             | Députés      | Députés  |
| Parti politique | Parti politique           | Chef             | Élus en 2020 | Sortants |
| --------------- | ------------------------- | ---------------- | ------------ | -------- |
|                 | Progressiste conservateur | Blaine Higgs     | 27           | 25       |
|                 | Libéral                   | Susan Holt       | 17           | 16       |
|                 | Vert                      | David Coon       | 3            | 3        |
|                 | Alliance des gens         | Rick DeSaulniers | 2            | 0        |
|                 | Indépendants              | Indépendants     | 0            | 1        |
|                 | Vacant                    | Vacant           | 0            | 4        |
| Total           | Total                     | Total            | 49           | 49       |

| Changements de députés par circonscription (2020 à aujourd'hui) | Changements de députés par circonscription (2020 à aujourd'hui) | Changements de députés par circonscription (2020 à aujourd'hui) | Changements de députés par circonscription (2020 à aujourd'hui) | Changements de députés par circonscription (2020 à aujourd'hui)                                                                | Changements de députés par circonscription (2020 à aujourd'hui) | Changements de députés par circonscription (2020 à aujourd'hui) | Changements de députés par circonscription (2020 à aujourd'hui) |
| Circonscription                                                 | Élections de 2020                                               | Élections de 2020                                               | Élections de 2020                                               | Élections de 2020 | Élections partielles                                            | Élections partielles                                            | Élections partielles                                            |
| Circonscription                                                 | Date                                                            | Député(e)                                                       | Parti                                                           | Motif de démission | Date                                                            | Député(e)                                                       | Parti                                                           |
| --------------------------------------------------------------- | --------------------------------------------------------------- | --------------------------------------------------------------- | --------------------------------------------------------------- | --- | --------------------------------------------------------------- | --------------------------------------------------------------- | --------------------------------------------------------------- |
| Miramichi-Sud-Ouest - Baie du Vin                               | 17 août 2021                                                    | Jake Stewart                                                    | Progressiste conservateur                                       | Démission pour se présenter aux élections fédérales de 2021 dans la circonscription de Miramichi-Grand Lake ; il est élu.      | 20 juin 2022                                                    | Mike Dawson                                                     | Progressiste conservateur                                       |
| Baie-de-Miramichi - Neguac                                      | 17 août 2021                                                    | Lisa Harris                                                     | Libéral                                                         | Démission pour se présenter aux élections fédérales de 2021 dans la circonscription de Miramichi-Grand Lake ; elle est battue. | 20 juin 2022                                                    | Réjean Savoie                                                   | Progressiste conservateur                                       |
| Fredericton - Grand Lac                                         | 30 mars 2022                                                    | Kris Austin                                                     | Alliance des gens                                               | Changement d'affiliation politique                                                                                             |                                                                 |                                                                 | Progressiste conservateur                                       |
| Miramichi                                                       | 30 mars 2022                                                    | Michelle Conroy                                                 | Alliance des gens                                               | Changement d'affiliation politique                                                                                             |                                                                 | Progressiste conservateur                                       |                                                                 |
| Fredericton-Ouest - Hanwell                                     | 16 octobre 2022                                                 | Dominic Cardy                                                   | Progressiste conservateur                                       | Démission du Cabinet dans une controverse et est expulsé du caucus progressiste-conservateur.                                  |                                                                 |                                                                 | Indépendant                                                     |
| Dieppe                                                          | 21 octobre 2022                                                 | Roger Melanson                                                  | Libéral                                                         | Après l'élection de Susan Holt en tant que chef libérale, il démissionne pour accepter un emploi dans le secteur privé.        | 24 avril 2023                                                   | Richard Losier                                                  | Libéral                                                         |
| Restigouche - Chaleur                                           | 27 novembre 2022                                                | Daniel Guitard                                                  | Libéral                                                         | Démission pour se présenter aux élections de 2022 comme maire de Belle-Baie ; il est élu.                                      | 24 avril 2023                                                   | Marco LeBlanc                                                   | Libéral                                                         |
| Bathurst Est - Nepisiguit - Saint-Isidore                       | 27 novembre 2022                                                | Denis Landry                                                    | Libéral                                                         | Démission pour se présenter aux élections de 2022 comme maire de Hautes-Terres ; il est élu.                                   | 24 avril 2023                                                   | Susan Holt                                                      | Libéral                                                         |
| Saint-Jean-Havre                                                | 8 février 2024                                                  | Arlene Dunn                                                     | Progressiste conservateur                                       | Démission |                                                                 |                                                                 |                                                                 |
| Portland - Simonds                                              | 30 avril 2024                                                   | Trevor Holder                                                   | Progressiste conservateur                                       | Démission |                                                                 |                                                                 |                                                                 |
| Hampton                                                         | 30 avril 2024                                                   | Gary Crossman                                                   | Progressiste conservateur                                       | Démission |                                                                 |                                                                 |                                                                 |
| Albert                                                          | 20 juin 2024,                                                   | Mike Holland                                                    | Progressiste conservateur                                       | Démission (après la fin de la législature)                                                                                     |                                                                 |                                                                 |                                                                 |

## Système électoral
L'Assemblée législative est composée de 49 sièges pourvus au scrutin uninominal majoritaire à un tour dans autant de circonscriptions électorales.
Les élections ont lieu tous les quatre ans, le troisième lundi d'octobre. Elles peuvent cependant être déclenchées avant cette date, à condition qu'elles aient lieu un lundi.

## Enjeux

### Éducation
Le Nouveau-Brunswick connaît de grandes lacunes en matière d'éducation au cours des années 2020, la province étant confrontée à une pénurie considérable de personnel enseignant et de psychologues scolaires, ainsi que de chauffeurs d'autobus scolaires dans certaines régions. Les écoles de la province ont également signalé des taux d'alphabétisation des enfants exceptionnellement bas, un rapport de 2021-2022 concluant qu'environ 40 % des élèves de quatrième année du Nouveau-Brunswick ne répondaient pas aux normes d'alphabétisation, ce qui représente le taux le plus bas depuis 18 ans. Le défenseur des enfants et des jeunes du Nouveau-Brunswick, Kelly Lamrock, annonce en novembre 2022 que les taux d'alphabétisation des enfants avaient baissé de 29 % sur les dix précédentes années. Le rapport 2022-2023, publié en novembre 2023, montre que les taux d'alphabétisation des élèves de quatrième année avaient reculé, 43,4 % d'entre eux obtenant un résultat « inférieur au résultat approprié » en lecture en anglais, soit 13 points de plus que lors de l'année 2020-2021.
Fin 2023, la New Brunswick Teachers' Association (NBTA), homologue anglophone de l'Association des enseignantes et des enseignants francophones du Nouveau-Brunswick, exhorte le gouvernement provincial à répondre aux préoccupations soulevées lors d'un sondage mené auprès de ses membres. Ces préoccupations comprenaient « des classes en sous-effectif et des bâtiments surpeuplés, ainsi que des membres de la communauté non certifiés ou des personnes ne possédant pas un baccalauréat en éducation qui enseignent, prenant parfois la place de véritables enseignants, en raison de la pénurie de personnel ». Un grand nombre des 2 916 répondants à l'enquête ont déclaré avoir enseigné dans des écoles surpeuplées et mal ventilées, et la moitié d'entre eux ont été victimes d'agressions verbales et physiques. La chef libérale Susan Holt et le député vert de Kent-Nord Kevin Arseneau ont joint leur voix à celle de la NBTA pour demander au gouvernement de s'attaquer à ces problèmes.
En mai 2024, la NBTA prévoyait qu'au cours des cinq prochaines années, plus de 1 200 enseignants anglophones seraient éligibles à la retraite. Le président de la NBTA, Peter Lagacy, ajoute alors qu'il s'agissait d'un « chiffre alarmant compte tenu du nombre d'enseignants qui entrent dans la profession ».

#### Pénurie de personnel
Le système scolaire public du Nouveau-Brunswick connaît notamment une pénurie du personnel enseignant,, de psychologues scolaires et, dans certaines régions, de chauffeurs d'autobus.
En proposant des modifications à la politique 713 (en), le premier ministre Blaine Higgs a proposé d'ajouter « des conseillers et un soutien supplémentaires » pour les élèves. Or, selon les chiffres de novembre 2023, le nombre de psychologues scolaires a diminué, et sur les 28 psychologues scolaires exerçant dans la province, seuls six se trouvent dans le système scolaire anglophone, alors qu'il faudrait en dédier plus de 40 aux 73 000 élèves du système anglophone.

#### Lacunes dans le système de transport scolaire
Un audit réalisé entre janvier et février 2024 a conclu que le ministère de l'Éducation et du Développement de la petite enfance du Nouveau-Brunswick ne surveillait pas suffisamment la sécurité des autobus scolaires et les exigences relatives aux conducteurs. Sur la base d'un échantillon de 65 chauffeurs de bus sur un total d'environ 1 300, l'audit révèle que 46 % d'entre eux n'étaient pas titulaires d'un permis de conduire répondant aux exigences requises pour conduire un bus scolaire. En outre, 20 % avaient été embauchés sans avoir fait l'objet d'une vérification de leur casier judiciaire. Le gouvernement n'avait pas non plus de dossier de formation à la conduite d'autobus pour 37 % des chauffeurs et pas de preuve de formation aux premiers secours pour 42 %. Dans le cadre de l'audit, des inspections ont également été menées sur un certain nombre de bus, dont 45 % présentaient des problèmes,.
En réponse à l'audit, la députée libérale de Madawaska-les-Lacs-Edmundston, Francine Landry, qui est également porte-parole de l'opposition officielle en matière d'Éducation et de Développement de la petite enfance, a critiqué le gouvernement provincial dirigé par Blaine Higgs pour avoir vanté son bilan en matière de sécurité des enfants, alors qu'il n'a pas respecté les exigences les plus élémentaires en la matière. Le ministre de l'Éducation et du Développement de la petite enfance, Bill Hogan, a réagi en déclarant qu'il y avait manifestement du travail à faire dans ce domaine pour s'assurer que les inspections soient effectuées à temps.

#### Politique 713
La politique 713 (en) est une politique provinciale en matière d'éducation qui fixe des exigences minimales pour les écoles publiques et les districts de la province en ce qui concerne les élèves LGBTQ. Cette politique a fait l'objet d'un vaste débat à la suite de la décision gouvernementale prise en 2023 par le premier ministre et le ministre de l'Éducation et du Développement de la petite enfance de l'examiner et, finalement, de la réviser. À la suite de cette révision, un tiers des députés au sein du caucus progressiste-conservateur ont démissionné ou annoncé qu'ils ne se représenteraient pas, certains d'entre eux critiquant le leadership de Blaine Higgs et soulignant le décalage croissant entre leurs convictions personnelles et les positions du parti. En outre, le gouvernement s'est retrouvé impliqué dans des litiges juridiques avec les conseils d'éducation de district de la province, ainsi qu'avec l'Association canadienne des libertés civiles, qui a intenté une action en justice contre le gouvernement, alléguant des violations de la Charte canadienne des droits et libertés, de la Loi sur les droits de la personne et de la Loi sur l'éducation du Nouveau-Brunswick. La question a fait l'objet d'une large couverture et d'un litige, et a été couverte par les principales publications d'information, notamment le Washington Post, le New York Times et la BBC.
Lindsay Jones du Globe And Mail déclare que le différend relatif à la politique 713 était « apparu comme étant peut-être la question clé des prochaines élections ».

### Santé
Les soins de santé au Nouveau-Brunswick ont été décrits comme étant dans un « état de chaos », les hôpitaux de la province connaissant une surcapacité de patients, des temps d'attente excessivement prolongés et des travailleurs de la santé souffrant de burn-out. Lors d'une conférence de presse tenue en février 2023, Blaine Higgs a déclaré que « si chaque médecin de notre province prenait deux ou trois patients de plus par semaine, nous n'aurions pas d'arriérés ». Dans un sondage effectué par Angus Reid sur la satisfaction des Canadiens à l'égard de leur province en matière de soins de santé, le Nouveau-Brunswick a enregistré la plus forte baisse du taux de satisfaction par rapport aux taux relevés au début de la pandémie de Covid-19, soit seulement 11 %, contre 42 % auparavant.
À la suite de l'engorgement du centre d'urgence de l'hôpital régional Dr Everett Chalmers au début de l'année 2024, le chef du Parti vert, David Coon, a appelé à des "changements immédiats" ainsi qu'à une augmentation du financement de la part du gouvernement.
Le 28 mai 2024, Rogers TV diffuse un débat des chefs de parti organisé par la section locale 1292 du SCFP sur le thème des soins de santé. On invite Blaine Higgs, Susan Holt et David Coon à y participer, mais le premier ministre refuse d'y assister.
Selon Rob McKee, porte-parole libéral en matière de Santé, à la fin mai 2024, 160 000 personnes au Nouveau-Brunswick, soit environ 20 % de la population, n'avaient pas de médecin de famille ou d'infirmière praticienne. Ces chiffres ont été contestés par le ministre de la Santé, Bruce Fitch.
Lors de la dernière séance de la 60e législature, le 7 juin 2024, Blaine Higgs et Susan Holt se sont affrontés pendant la période de questions. L'un des sujets de discussion était le financement des infirmières itinérantes, également appelées "infirmières d'agence" ou "personnel d'agence", qui s'élève à près de 174 millions de dollars - une dépense qui, selon un rapport du vérificateur général, résulte d'une "mauvaise gestion partielle" des fonds.

### Logement
Depuis 2019, le prix des logements a presque doublé au Nouveau-Brunswick, la province ayant connu le pourcentage d'augmentation le plus élevé de toutes les provinces et de tous les territoires canadiens. Le Nouveau-Brunswick a également vu la population des personnes sans-abri augmenter considérablement dans ses communautés et ses villes, Fredericton, Saint John et Moncton connaissant collectivement une augmentation de 80 % du nombre de ces personnes entre 2021 et 2023. Les défenseurs de l'accès au logement ont déclaré que « les propriétaires ont presque tous les pouvoirs » dans la province.
Les partis libéral et vert ont tous deux tenté de mettre en œuvre des mesures de réglementation des loyers dans la province, mais le gouvernement progressiste conservateur s'y est opposé. Les députés verts ont présenté une motion exhortant l'Assemblée législative à reconnaître le droit à un logement abordable comme un droit de la personne, motion qui a été rejetée. Lors de la séance du 20 novembre 2020 de l'Assemblée législative, tenue peu après l'ouverture de la 60e législature, le chef du Parti vert, David Coon, a déposé le projet de loi 18, lequel proposait des modifications à la Loi sur la location de locaux d'habitation, dont l'une comprenait un plafond sur les augmentations annuelles de loyer ainsi qu'une disposition selon laquelle « le loyer ne peut être augmenté qu'une seule fois par année pour un locataire, et non au cours de sa première année de résidence ». À l'époque, le Nouveau-Brunswick était la seule province qui permettait aux propriétaires d'augmenter plusieurs fois le loyer au cours d'une année. Coon a ajouté que « nous devons veiller à ce que les locataires qui ne peuvent pas se permettre de fortes augmentations de loyer ne soient pas laissés dans le froid, sans logement, cet hiver ». Après six mois de débat, le projet de loi a finalement été rejeté, tous les députés progressistes-conservateurs et de l'Alliance des gens ayant voté contre. La Coalition pour les droits des locataires du Nouveau-Brunswick, qui avait critiqué le projet de loi proposé parce qu'il n'allait pas assez loin, a exprimé sa déception face à la décision du gouvernement.
En mars 2022, le gouvernement du Nouveau-Brunswick a introduit un plafond temporaire de 3,8 % sur les loyers, qui devait expirer à la fin de l'année. Peu après, les partis d'opposition ont demandé une prolongation de ce plafond, ce que le gouvernement a refusé. David Coon a déclaré que le gouvernement n'était pas allé « assez loin pour éliminer les lacunes qui permettent aux propriétaires de contourner le plafond temporaire imposé par le gouvernement sur les augmentations de loyer ». Il a proposé des modifications législatives pour combler ces vides juridiques, qui ont été bloqués par les progressistes-conservateurs.
En décembre 2023, le maire de St. Stephen, Allan MacEachern, a déclaré un état d'urgence en raison de l'augmentation du nombre de personnes sans-abri, qui a notamment entraîné la mort récente de l'un d'entre eux dans sa municipalité. Dans sa déclaration, il accuse le gouvernement provincial de ne pas offrir suffisamment de services sociaux et de logements,. Peu après, le ministre de la Sécurité publique, Kris Austin, a mis fin à l'état d'urgence, comparant la situation aux accidents de voiture en déclarant que « des gens meurent tout le temps dans des accidents de voiture, mais nous ne déclarons pas l'état d'urgence pour cela ». Le ministre Austin a attribué la responsabilité du problème des sans-abri aux « objectifs gauchistes qui dégradent notre société » ainsi qu'aux politiques fédérales.
En juin 2024, le gouvernement provincial a discrètement modifié ses politiques de location afin de permettre aux propriétaires d'augmenter leur loyer annuel jusqu'à 4,7 % pour l'année suivante, et ce, à partir de juillet 2024. Cette augmentation était supérieure au taux d'inflation en vigueur à l'époque,. David Coon a critiqué cette décision, accusant le premier ministre de « céder au lobbying des grandes sociétés propriétaires ».

### Dons politiques provenant de l'extérieur de la province
Le Nouveau-Brunswick, contrairement à la plupart des autres provinces canadiennes, permet aux non-résidents de faire des dons à ses partis politiques. En janvier 2024, la cheffe libérale et le chef vert se sont tous deux engagés, s'ils étaient élus, à interdire les dons politiques provenant de sources hors province, et ce, en réponse à la visite du premier ministre en Alberta et en Colombie-Britannique dans le cadre d'un voyage de collecte de fonds pour le compte de son parti.

## Campagnes

### Parti progressiste-conservateur
En novembre 2023, les progressistes-conservateurs engagent Steve Outhouse comme directeur de campagne. Outhouse a déjà été chef de cabinet et directeur des communications de plusieurs ministres conservateurs fédéraux. Il a également été directeur de campagne lors de la réélection du Parti conservateur uni aux élections générales de 2023 en Alberta. En avril 2024, le premier ministre a embauché Outhouse pour travailler en plus au sein de son bureau en tant que secrétaire principal, un poste financé par les contribuables et dont le salaire peut atteindre 124 656 $ pendant les six mois du contrat. Cette rémunération a suscité des critiques de la part du chef vert, David Coon, qui l'a jugée trop élevée, ainsi que du député libéral et ancien progressiste-conservateur Robert Gauvin, qui a déclaré qu'il était « injuste que les contribuables néo-brunswickois le paient pour cela » et qu'il pensait que « ce contrat devrait être supprimé et l'argent remboursé ». Blaine Higgs a défendu la valeur du contrat en lisant le curriculum vitae détaillé de Outhouse et en déclarant qu'il possède « un grand nombre de références et une expérience pertinente pour notre gouvernement ».
Jacques Poitras (en), de CBC News, a décrit la campagne des progressistes-conservateurs sous la direction de Steve Outhouse comme ayant adopté « un style de publicité plus pointu et plus agressif à l'encontre des libéraux de l'opposition ». La campagne a particulièrement attaqué Susan Holt tout en « essayant de la lier à la taxe carbone du premier ministre fédéral Justin Trudeau et à d'autres politiques ». Jeff Carr, un député progressiste-conservateur qui a précédemment annoncé qu'il ne se représenterait pas, a critiqué un message sur les médias sociaux publié par son parti qui visait une citation de Susan Holt de 2014 concernant « la fermeture de certaines écoles dans la province ». Carr a déclaré que le message avait omis un contexte important en vue d'un gain politique et l'a qualifié de « décevant ».

### Parti libéral
Dans les mois précédant les élections, la cheffe libérale Susan Holt a commencé à prendre ses distances avec le premier ministre fédéral Justin Trudeau, à la suite des attaques des progressistes-conservateurs pendant la période de déclin de la popularité de Trudeau. Holt a déclaré que « le Parti libéral du Nouveau-Brunswick est une entité distincte du parti fédéral dirigé par le premier ministre fédéral ».
Interrogée par Brunswick News sur ses plans de campagne pour l'été, Susan Holt a fait part de son intention de faire le tour de la province et de s'arrêter dans chaque circonscription, avec 207 « points de contact », ainsi qu'un certain nombre « de festivals et de célébrations », tout en se concentrant sur sa circonscription d'origine, la nouvelle Fredericton-Sud-Silverwood.

### Parti vert
À la fin de l'année 2023, le chef du Parti vert, David Coon, a déclaré que son objectif était « d'élire autant de députés verts que possible ». En outre, Coon a proposé qu'il serait ouvert à travailler avec les libéraux pour empêcher Higgs de rester au pouvoir si une élection anticipée entraînait la perte de la majorité des conservateurs progressistes. La proposition de négociation de Coon reflète la position qu'il a adoptée lors de l'élection de 2018, lorsqu'il était prêt à discuter avec les deux partis, avant que les progressistes-conservateurs n'obtiennent l'appui de l'Alliance des gens.
Brunswick News a également interrogé David Coon sur ses projets de campagne pour l'été. Il a indiqué que lui et les deux autres députés de son caucus, Kevin Arseneau et Megan Mitton, allaient « se déployer dans toute la province, lancer de nouvelles campagnes, participer à des festivals et à des événements et, de manière générale, organiser nos propres événements également ». Coon a déclaré que les questions les plus importantes dont tous les candidats verts ont entendu parler sont les soins de santé et le logement abordable. Il a ajouté que « les gens veulent du changement. Ils veulent un changement qui soit meilleur, et non un changement qui nous ramène en arrière ». Coon a également mis l'accent sur le manque de développement dans les régions rurales de la province, en mentionnant que « l'on parle beaucoup des communautés qui perdent des services » dans ces régions.

## Sondages

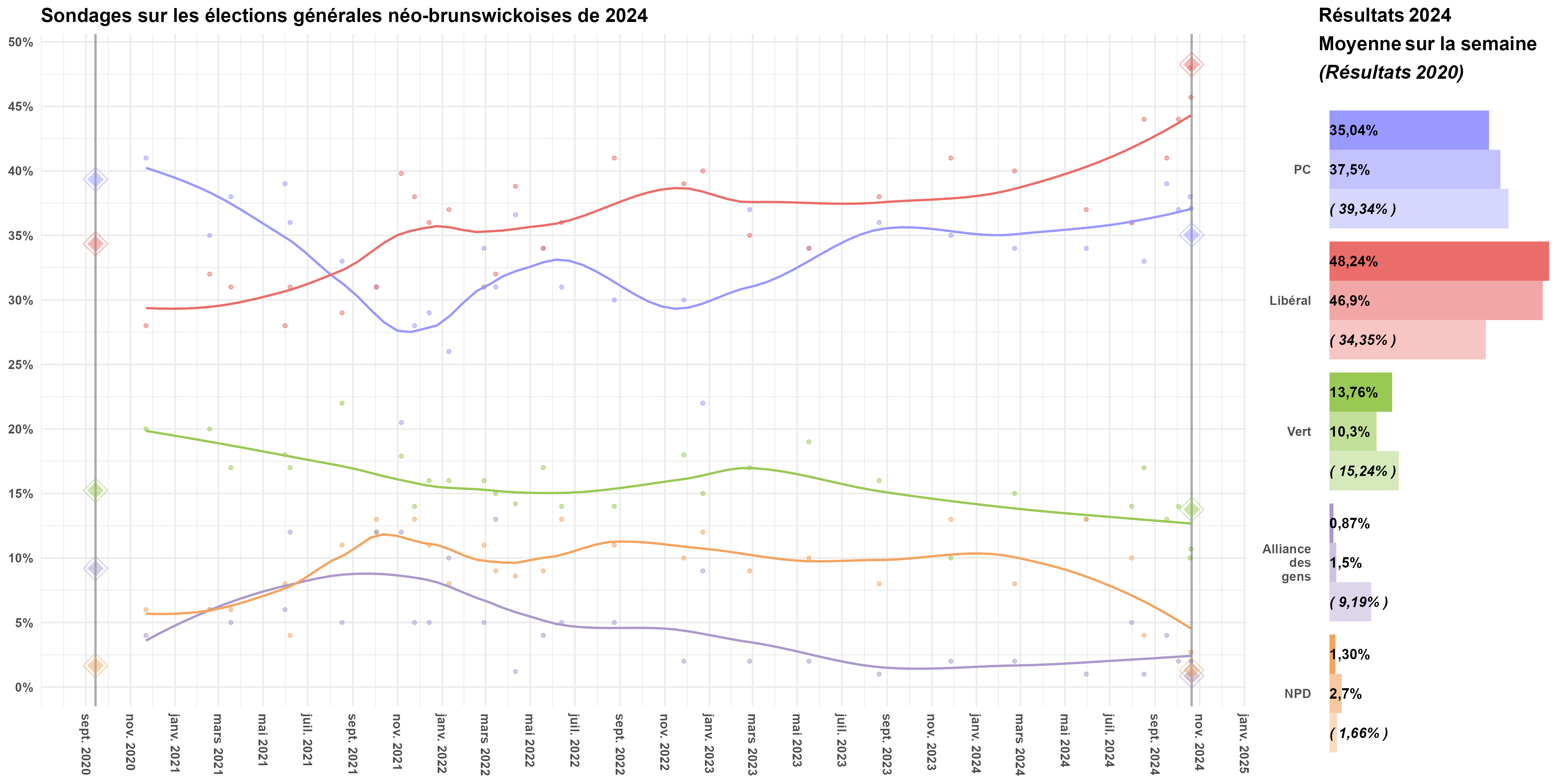
Diagramme lissé des sondages depuis le 14e sept 2020

| Sondeur | Date                         | Lien     | PC      | Libéral | Vert    | Alliance des gens | NPD    | Marge d'erreur | Panel | Méthode de sondage        | Écart |
| --- | ---------------------------- | -------- | ------- | ------- | ------- | ----------------- | ------ | -------------- | ----- | ------------------------- | ----- |
| Sondeur | Date                         | Lien     |         |         |         |                   |        | Marge d'erreur | Panel | Méthode de sondage        | Écart |
| Élections 2024 | 21 octobre 2024              | HTML     | 35.04%  | 48.24 % | 13.76%  | 0.87 %            | 1.30 % | NC             | NC    | NC                        | 13.20 |
| Narrative Research | 8-30 mai 2024                | [ p 1 ]  | 34 %    | 37 %    | 13 %    | 1 %               | 13 %   | ±4.9 pp        | 400   | Par téléphone             | 3     |
| Narrative Research | 6-22 février 2024            | [ p 2 ]  | 34 %    | 40 %    | 15 %    | 2 %               | 8 %    | ±4.9 pp        | 400   | Par téléphone             | 6     |
| Narrative Research | 1er-27 novembre 2023         | [ p 3 ]  | 35 %    | 41 %    | 10 %    | 2 %               | 13 %   | ±4.9 pp        | 400   | Par téléphone             | 6     |
| Narrative Research | 2-21 août 2023               | [ p 4 ]  | 36 %    | 38 %    | 16 %    | 1 %               | 8 %    | ±4.9 pp        | 400   | Par téléphone             | 2     |
| Narrative Research | 3-17 mai 2023                | [ p 5 ]  | 34 %    | 34 %    | 19 %    | 2 %               | 10 %   | ±4.9 pp        | 400   | Par téléphone             | 0     |
| Narrative Research | 7-25 février 2023            | [ p 6 ]  | 37 %    | 35 %    | 17 %    | 2 %               | 9 %    | ±4.6 pp        | 450   | Par téléphone             | 2     |
| Léger | 15-23 décembre 2022          | [ p 7 ]  | 22 %    | 40 %    | 15 %    | 9 %               | 12 %   | ±4.4 pp        | 500   | En ligne                  | 18    |
| Narrative Research | 2-27 novembre 2022           | [ p 8 ]  | 30 %    | 39 %    | 18 %    | 2 %               | 10 %   | ±4.0 pp        | 611   | Par téléphone             | 9     |
| Narrative Research | 4-24 août 2022               | [ p 9 ]  | 30 %    | 41 %    | 14 %    | 5 %               | 11 %   | ±4.2 pp        | 525   | Par téléphone             | 11    |
| Susan Holt est élue cheffe du Parti libéral (6 août 2022) |                              |          |         |         |         |                   |        |                |       |                           |       |
| Angus Reid | 7-13 juin 2022               | [ p 10 ] | 31 %    | 36 %    | 14 %    | 5 %               | 13 %   | ±6.0 pp        | 247   | En ligne                  | 5     |
| Narrative Research | 9-19 mai 2022                |          | 34 %    | 34 %    | 17 %    | 4 %               | 9 %    | ±4.0 pp        | 607   | Par téléphone             | 0     |
| Nanos Research | 7-11 avril 2022              |          | 36,6 %  | 38,8 %  | 14,2 %  | 1,2 %             | 8,6 %  | ±4.8 pp        | 423   | Par téléphone et en ligne | 2.2   |
| Les deux députés de l'Alliance des gens se joignent aux progressistes-conservateurs, et Kris Austin annonce son intention de radier le parti (30 mars 2022). |                              |          |         |         |         |                   |        |                |       |                           |       |
| Angus Reid | 10-15 mars 2022              | [ p 11 ] | 31 %    | 32 %    | 15 %    | 13 %              | 9 %    | ±6.0 pp        | 251   | En ligne                  | 1     |
| Narrative Research | 9-27 février 2022            | [ p 12 ] | 34 %    | 31 %    | 16 %    | 5 %               | 11 %   | ±4.2 pp        | 545   | Par téléphone             | 3     |
| Angus Reid | 7-10 janvier 2022            | [ p 13 ] | 26 %    | 37 %    | 16 %    | 10 %              | 8 %    | ±7.0 pp        | 216   | En ligne                  | 11    |
| MQO Research | 24 novembre-14 décembre 2021 | [ p 14 ] | 29 %    | 36 %    | 16 %    | 5 %               | 11 %   | ±4.9 pp        | 400   | Par téléphone             | 7     |
| Narrative Research | 3-24 novembre 2021           | [ p 15 ] | 28 %    | 38 %    | 14 %    | 5 %               | 13 %   | ±3.5 pp        | 800   | Par téléphone             | 10    |
| Stratcom | 4-6 novembre 2021            | [ p 16 ] | 20,5 %  | 39.8 %  | 17,9 %  | 12,0 %            | -      | ±2.8 pp        | 1 184 | IVR                       | 19.3  |
| Angus Reid | 29 septembre-3 octobre 2021  | [ p 17 ] | 31 %    | 31 %    | 12 %    | 12 %              | 13 %   | ±2.0 pp        | 265   | En ligne                  | 0     |
| Narrative Research | 5-17 août 2021               | [ p 18 ] | 33 %    | 29 %    | 22 %    | 5 %               | 11 %   | ±2.0 pp        | 604   | Par téléphone             | 4     |
| Angus Reid | 2-7 juin 2021                | [ p 19 ] | 36 %    | 31 %    | 17 %    | 12 %              | 4 %    | ±2.0 pp        | 248   | En ligne                  | 5     |
| Narrative Research | 6-31 mai 2021                | [ p 20 ] | 39 %    | 28 %    | 18 %    | 6 %               | 8 %    | ±3.5 pp        | 800   | Par téléphone             | 11    |
| MQO Research | 10-18 mars 2021              | [ p 21 ] | 38 %    | 31 %    | 17 %    | 5 %               | 6 %    | ±4.9 pp        | 400   | Par téléphone             | 7     |
| Narrative Research | 2-17 février 2021            | [ p 22 ] | 35 %    | 32 %    | 20 %    | 6 %               | 6 %    | ±3.5 pp        | 800   | Par téléphone             | 3     |
| Narrative Research | 5-22 novembre 2020           | [ p 23 ] | 41 %    | 28 %    | 20 %    | 4 %               | 6 %    | ±3.5 pp        | 800   | Par téléphone             | 13    |
| Kevin Vickers démissionne de son poste de chef du Parti libéral ; le député de Dieppe Roger Melanson est nommé chef intérimaire (14 septembre 2020).         |                              |          |         |         |         |                   |        |                |       |                           |       |
| Élections 2020 | 14 septembre 2020            | HTML     | 39.34 % | 34.35 % | 15.24 % | 9.19 %            | 1.66 % | NC             | NC    | NC                        | 4.99  |

## Candidats

### Députés sortants
Les députés suivants ont annoncé qu'ils ne se représentaient pas :

#### Progressiste-conservateur
- Daniel Allain, député de Moncton-Est depuis 2020 ;
- Andrea Anderson-Mason, députée de Fundy–Les-Îles–Saint-Jean-Ouest depuis 2018 ;
- Jeff Carr, député de New Maryland—Sunbury depuis 2014 ;
- Bruce Fitch, député de Riverview depuis 2003 ;
- Dorothy Shephard, députée de Saint-Jean-Lancaster depuis 2010 ;
- Ross Wetmore, député de Gagetown-Petitcodiac depuis 2014 et de l'ancienne circonscription de Grand Lake-Gagetown de 2010 à 2014.

#### Libéraux
- Richard Losier (en), député de Dieppe depuis 2023.

#### Indépendant
- Dominic Cardy, député de Fredericton-Ouest-Hanwell depuis 2018, élu à l'origine comme progressiste-conservateur.

## Candidats par région

### Légende
- En gras : un ministre, président de la Chambre ou chef de son parti.
- * : un député sortant.
- † : un député sortant qui ne se représente pas ou dont la candidature n'a pas été renouvelée par son parti.
- # : un député sortant se présentant à la réélection dans une nouvelle circonscription.
- Parti progressiste-conservateur
- Parti libéral
- Parti vert
- Alliance des gens
- Nouveau Parti démocratique

### Région du Nord
| Circonscription          | Candidats                   | Candidats          | Candidats      | Candidats         | Candidats | Candidats | Député(e) sortant(e)                              |
| Circonscription          | Progressistes-conservateurs | Libéraux           | Verts          | Alliance des gens | NPD       | Autres    | Député(e) sortant(e)                              |
| ------------------------ | --------------------------- | ------------------ | -------------- | ----------------- | --------- | --------- | ------------------------------------------------- |
| Restigouche-Ouest        |                             | Gilles LePage      | Myriam Cormier |                   |           |           | Gilles LePage                                     |
| Restigouche-Est          |                             | Guy Arseneault     |                |                   |           |           | Guy Arseneault Campbellton-Dalhousie              |
| Belle-Baie-Belledune     |                             | Marco LeBlanc      |                |                   |           |           | Marco LeBlanc Restigouche-Chaleur                 |
| Bathurst                 |                             | René Legacy        | Robert Kryszko |                   |           |           | René Legacy Bathurst Ouest-Beresford              |
| Hautes-Terres-Nepisiguit |                             | Luc Robichaud      |                |                   |           |           | Susan Holt# Bathurst-Est-Nepisiguit-Saint-Isidore |
| Caraquet                 |                             | Isabelle Thériault |                |                   |           |           | Isabelle Thériault                                |
| Shippagan-Les-Îles       |                             | Eric Mallet        |                |                   |           |           | Eric Mallet Shippagan-Lamèque-Miscou              |
| Tracadie                 |                             | Keith Chiasson     | Serge Brideau  |                   |           |           | Keith Chiasson Tracadie-Sheila                    |

### Région de Miramichi
| Circonscription          | Candidats                   | Candidats           | Candidats | Candidats         | Candidats | Candidats | Député(e) sortant(e)                        |
| Circonscription          | Progressistes-conservateurs | Libéraux            | Verts     | Alliance des gens | NPD       | Autres    | Député(e) sortant(e)                        |
| ------------------------ | --------------------------- | ------------------- | --------- | ----------------- | --------- | --------- | ------------------------------------------- |
| Baie-de-Miramichi—Neguac | Réjean Savoie               | Sam Johnston        |           |                   |           |           | Réjean Savoie                               |
| Miramichi-Est            | Michelle Conroy             | Veronique Arsenault |           |                   |           |           | Michelle Conroy Miramichi                   |
| Miramichi-Ouest          | Mike Dawson                 | Mark Hambrook       |           |                   |           |           | Mike Dawson Miramichi-Sud-Ouest-Baie du Vin |

### Région du Sud-Est
| Electoral district                   | Candidats                   | Candidats               | Candidats                        | Candidats         | Candidats      | Candidats | Député(e) sortant(e)                             |
| Electoral district                   | Progressistes-conservateurs | Libéraux                | Verts                            | Alliance des gens | NPD            | Autres    | Député(e) sortant(e)                             |
| ------------------------------------ | --------------------------- | ----------------------- | -------------------------------- | ----------------- | -------------- | --------- | ------------------------------------------------ |
| Kent-Nord                            | Carl Cosby                  | Pat Finnigan            | Kevin Arseneau                   | Carole Boudreau   |                |           | Kevin Arseneau                                   |
| Beausoleil-Grand-Bouctouche-Kent     |                             | Benoît Bourque          |                                  |                   |                |           | Benoît Bourque Kent-Sud                          |
| Baie-de-Shédiac—Dieppe               |                             | Robert Gauvin           | Chantal Landry                   |                   |                |           | Robert Gauvin                                    |
| Shediac-Cap-Acadie                   |                             | Jacques LeBlanc (en)    | Jean Bourgeois                   |                   |                |           | Jacques LeBlanc (en) Shediac-Beaubassin-Cap-Pelé |
| Tantramar                            |                             |                         | Megan Mitton                     |                   |                |           | Megan Mitton Memramcook-Tantramar                |
| Dieppe-Memramcook                    |                             |                         | Jacques Giguère                  |                   |                |           | Richard Losier† Dieppe                           |
| Moncton-Est                          | Paolo Andreetti             | Alexandre Cédric Doucet |                                  |                   |                |           | Daniel Allain†                                   |
| Moncton-Centre                       | David Melanson              | Rob McKee               |                                  |                   |                |           | Rob McKee                                        |
| Moncton-Sud                          | Greg Turner                 | Claire Johnson          |                                  |                   | Rebecca Rogers |           | Greg Turner Moncton-Sud                          |
| Moncton-Sud                          | Greg Turner                 | Claire Johnson          | circonscriptions fusionnées      |                   | Rebecca Rogers |           |                                                  |
| Moncton-Sud                          | Greg Turner                 | Claire Johnson          | Sherry Wilson# Moncton-Sud-Ouest |                   | Rebecca Rogers |           |                                                  |
| Moncton-Nord-Ouest                   | Ernie Steeves               | Tania Sodhi             | Ana Santana                      |                   |                |           | Ernie Steeves                                    |
| Champdoré-Irishtown                  |                             | Lyne Chantal Boudreau   |                                  |                   |                |           | Nouvelle circonscription                         |
| Riverview                            | Rob Weir                    |                         | Sarah Lord                       |                   |                |           | Bruce Fitch†                                     |
| Albert-Riverview                     | Sherry Wilson               | Dave Gauthro            |                                  |                   |                |           | Vacant Albert                                    |
| Arcadia-Butternut Valley-Maple Hills | Don Monahan                 | Connie Larson           | Brian Boucher                    |                   |                |           | Ross Wetmore† Gagetown-Petitcodiac               |

### Région du Sud
| Electoral district                   | Candidats                   | Candidats          | Candidats          | Candidats         | Candidats      | Candidats | Député(e) sortant(e)                                   |
| Electoral district                   | Progressistes-conservateurs | Libéraux           | Verts              | Alliance des gens | NPD            | Autres    | Député(e) sortant(e)                                   |
| ------------------------------------ | --------------------------- | ------------------ | ------------------ | ----------------- | -------------- | --------- | ------------------------------------------------------ |
| Sussex-Three Rivers                  | Tammy Scott-Wallace         |                    |                    |                   |                |           | Tammy Scott-Wallace Sussex-Fundy-St. Martins           |
| Hampton-Fundy-St. Martins            | Faytene Grasseschi          | John Herron        | Laura Myers        | Peter Graham      |                |           | Vacant Hampton                                         |
| Quispamsis                           | Blaine Higgs                | Aaron Kennedy      |                    |                   | Alex White     |           | Blaine Higgs                                           |
| Rothesay                             | Ted Flemming                | Alyson Townsend    | Zara MacKay-Boyce  |                   | Cindy Andrie   |           | Ted Flemming                                           |
| Saint-Jean-Est                       | Glen Savoie                 | David Alston       | Gerald Irish       |                   | Josh Floyd     |           | Glen Savoie                                            |
| Saint-Jean-Portland-Simonds          |                             | John Dornan        |                    |                   |                |           | Vacant Portland-Simonds                                |
| Saint-Jean-Havre                     |                             | David Hickey       | Mariah Darling     |                   |                |           | Vacant                                                 |
| Saint-Jean-Ouest-Lancaster           | Kim Costain                 | Kate Elman Wilcott | Joanna Killen      |                   |                |           | Dorothy Shephard† Saint-Jean-Lancaster                 |
| Kings-Centre                         | Bill Oliver                 |                    | Bruce Dryer        |                   | Nicholas Green |           | Bill Oliver                                            |
| Fundy–Les-Îles–Saint-Jean Lorneville |                             | Patty Borthwick    |                    |                   |                |           | Andrea Anderson-Mason† Fundy–Les-Îles–Saint-Jean-Ouest |
| Sainte-Croix                         | Kathy Bockus                | Troy Lyons         | Mark Allan Groleau |                   | Bola Ademolu   |           | Kathy Bockus                                           |

### Région de la Capitale
- Oromocto-Sunbury
  - Mary Wilson*  (Oromocto-Lincoln-Fredericton)
  - Stephen Horsman 
  - Tim Thompson
- Fredericton-Grand Lac
  - Kris Austin* 
  - Ken Washburn
- Fredericton-Lincoln
  - David Coon  (Fredericton-Sud)
- Fredericton-Sud-Silverwood (Nouvelle circonscription)
  - Nicolle Carlin 
  - Susan Holt 
  - Simon Ouellette 
  - Nicki Lyons-MacFarlane
- Fredericton-Nord
  - Jill Green* 
  - Luke Randall 
  - Anthea Plummer 
  - Glen Davis
- Fredericton-York
  - Ryan Cullins* 
  - Tanya Whitney 
  - Pam Allen-LeBlanc 
  - Michael Broderick
- Hanwell-New Maryland (Nouvelle circonscription)
  - Judy Wilson-Shee 
  - Susan Jonah 
  - Kris Hurtubise
- Carleton-York
  - Richard Ames* 
  - Chris Duffie 
  - Burt Folkins

### Haut de la Vallée
- Woodstock-Hartland
  - Bill Hogan*  (Carleton)
  - Marisa Pelkey 
  - Jada Roche
- Carleton-Victoria
  - Margaret Johnson* 
  - Julian Moulton 
  - Rebecca Blaevoet
- Grand Sault-Vallée-des-Rivières-Saint-Quentin
  - Marc-André Ross 
  - Chuck Chiasson*  (Victoria-La Vallée)
  - Dani McLean-Godbout
- Edmundston-Vallée-des-Rivières
  - Roger Quimper  (Edmundston-Madawaska-Centre)
  - Jean-Claude D'Amours
- Madawaska-les-Lacs-Edmundston
  - Michel Morin* 
  - Francine Landry* 
  - Alain Martel 
  - André Martin

## Résultats
|                           |                                 |         |       |       |        |               |  |  |  |
| Parti                     | Parti                           | Votes   | %     | +/–   | Sièges | +/–           |  |  |  |
|                           | Parti libéral                   | 180 803 | 48,24 | 13,89 | 31     | 14            |  |  |  |
|                           | Parti progressiste-conservateur | 131 329 | 35,04 | 4,30  | 16     | 11            |  |  |  |
|                           | Parti vert                      | 51 558  | 13,76 | 1,48  | 2      | 1             |  |  |  |
|                           | Nouveau Parti démocratique      | 4 865   | 1,30  | 0,36  | 0      | en stagnation |  |  |  |
|                           | Alliance des gens               | 3 265   | 0,87  | 8,32  | 0      | 2             |  |  |  |
|                           | Parti libertarien               | 1 710   | 0,46  | Nv    | 0      | en stagnation |  |  |  |
|                           | Parti de la justice sociale     | 476     | 0,13  | Nv    | 0      | en stagnation |  |  |  |
|                           | Consensus NB                    | 278     | 0,07  | Nv    | 0      | en stagnation |  |  |  |
|                           | Indépendants                    | 533     | 0,14  | 0,04  | 0      | en stagnation |  |  |  |
|                           |                                 |         |       |       |        |               |  |  |  |
| Votes valides             | Votes valides                   | 374 817 |       |       |        |               |  |  |  |
| Votes blancs et invalides |                                 |         |       |       |        |               |  |  |  |
| Total                     | Total                           |         | 100   | –     | 49     | en stagnation |  |  |  |
| Abstention                |                                 |         |       |       |        |               |  |  |  |
| Inscrits / participation  |                                 |         |       |       |        |               |  |  |  |